# Одехув (Лодзинське воєводство)
Одехув (пол. Odechów) — село в Польщі, у гміні Ґрабув Ленчицького повіту Лодзинського воєводства.
Населення — 78 осіб (2011).
У 1975-1998 роках село належало до Конінського воєводства.

## Демографія
Демографічна структура станом на 31 березня 2011 року:
|          | Загалом | Допрацездатний вік | Працездатний вік | Постпрацездатний вік |
| -------- | ------- | ------------------ | ---------------- | -------------------- |
| Чоловіки | 43      | 13                 | 29               | 1                    |
| Жінки    | 35      | 8                  | 19               | 8                    |
| Разом    | 78      | 21                 | 48               | 9                    |